# Lia Schubert-van der Bergen
Lia Schubert-van der Bergen, född 28 juni 1926 i Wien, död 16 december 1999 i Hudene församling, Älvsborgs län, var en österrikisk-svensk danspedagog och koreograf.
Lia Schubert var dotter till köpmannen Desider Schubert och Josefine Adolfine Fein. Fadern hade en tygaffär och kemtvätt. Hon växte upp i Zagreb samt från 1938 i Paris i Frankrike, dit familjen utvandrat för att undgå förföljelser mot judar. Hon utbildade sig fram till 1942, då hon utestängdes av rasistiska skäl, på Conservatoire de musique et de danse i Paris. Hon tillbringade en period i koncentrationsläger i Frankrike.
Lia Schubert kom till Sverige 1950 och var dansös och danspedagog på Malmö stadsteater 1950-53 och därefter på Chinavarietén, Oscarsteatern och Kursverksamheten vid Stockholms högskola i Stockholm.
Lia Schubert grundade 1957 Balettakademin i Stockholm och var konstnärlig ledare där till 1968. Åren 1968-81 var hon verksam i Israel, där hon grundade Institute of the art of dance i Haifa samt olika dansgrupper. Återkommen till Sverige var hon rektor och konstnärlig ledare vid Balettakademin i Göteborg, vilken hon inriktade mot musikal och dans. Hon var den som omkring 1960 introducerade jazzbalett i Sverige och 1961 satte hon upp sin första jazzbalett i Sverige, på Blancheteatern i Stockholm.
Lia Schubert var gift 1955-64 med regissören och skådespelaren Sten Lonnert (1927-96) och från 1980 med den nederländske konstnären Jan Tom van der Bergen (född 1938).

## Teater

### Regi (ej komplett)
| År   | Produktion   | Upphovsmän         | Teater        |
| ---- | ------------ | ------------------ | ------------- |
| 1966 | Knickedick 2 | Cornelis Vreeswijk | Lilla Teatern |

### Koreografi (ej komplett)
| År   | Produktion   | Upphovsmän         | Regi         | Teater        |
| ---- | ------------ | ------------------ | ------------ | ------------- |
| 1966 | Knickedick 2 | Cornelis Vreeswijk | Lia Schubert | Lilla Teatern |